# Bernardov
Bernardov (en allemand : Bernardsdorf) est une commune du district de Kutná Hora, dans la région de Bohême-Centrale, en République tchèque. Sa population s'élevait à 190 habitants en 2020.

## Géographie
Bernardov se trouve à 5 km au nord-ouest de Týnec nad Labem, à 12 km au nord-est de Kutná Hora, à 28 km à l'ouest de Pardubice et à 70 km à l'est de Prague.
La commune est limitée par Týnec nad Labem et Kojice au nord, par Chvaletice à l'est, par Horušice et Svatý Mikuláš au sud, et par Kobylnice et Záboří nad Labem à l'ouest.

## Histoire
La première mention écrite de la localité remonte à 1700.